# قطعنامه ۱۲۳۱ شورای امنیت
قطعنامه ۱۲۳۱ شورای امنیت سازمان ملل متحد که در تاریخ ۱۱ مارس ۱۹۹۹ تصویب شد، سندی بین‌المللی دربارهٔ بررسی وضعیت در سیرالئون است. این قطعنامه طی نشست ۳۹۸۶ام با ۱۵ رای موافق، ۰ مخالف و ۰ ممتنع تصویب شد.